# Call of Duty: Advanced Warfare
Call of Duty: Advanced Warfare là một game bắn súng góc nhìn người thứ nhất ra mắt năm 2014 được phát hành bởi Activision. Là phiên bản thứ 11 của loạt game Call of Duty, trò chơi được phát triển bởi Sledgehammer Games dành cho các hệ máy Microsoft Windows, PlayStation 4 và Xbox One, trong khi High Moon Studios phát triển phiên bản dành cho hệ PlayStation 3, Xbox 360, và Raven Software phát triển chế độ nhiều người chơi (multiplayer), cũng như chế độ Exo-Zombies. Đây là phiên bản đầu tiên trong sê-ri trò chơi Call of Duty không có phiên bản cho nền tảng dành cho hệ Nintendo kể từ thời Call of Duty: Modern Warfare 2.
Advanced Warfare là tựa Call of Duty đầu tiên được phát triển chính bởi studio Sledgehammer, sau công việc hỗ trợ mà studio đã thực hiện trong Call of Duty: Modern Warfare 3 bên cạnh Infinity Ward vào năm 2011. Mặc dù trò chơi đã được ra mắt vào ngày 4 tháng 11 năm 2014, một phiên bản đặc biệt mang tên Day Zero Edition, đi kèm với nội dung trong game (in-game content), đã được phát hành vào ngày 3 tháng 11 cho những người chơi đã đặt hàng trước game (pre-ordered).
Call of Duty: Advanced Warfare đã được đón nhận tích cực từ giới phê bình, và là một sự cải thiện lớn so với phiên bản tiền nhiệm, Call of Duty: Ghosts. Nhiều nhà phê bình đã dành lời khen hình ảnh, khâu lồng tiếng, chế độ chơi đơn, gameplay nhịp độ cao, và chế độ multiplayer đa dạng, nhưng một số chỉ trích cốt truyện dễ đoán của phần chơi chiến dịch. Trò chơi đã giành được nhiều giải thưởng và được coi là một thành công về mặt thương mại.

## Cách chơi
Advanced Warfare, cũng như các phiên bản Call of Duty trước, là một tựa game bắn súng góc nhìn người thứ nhất, nhưng đã được thay đổi một số chi tiết. Khác với những phiên bản trước, Advanced Warfare không sử dụng giao diện HUD để hiển thị thông tin, thay vào đó, mọi thông tin đều được hiển thị qua "máy chiếu holographic" từ vũ khí đang sử dụng.
Cơ chế sử súng nhìn chung vẫn không có nhiều thay đổi, ngoại trừ các yếu tố mới đã được xuất hiện, chẳng hạn như những cơ chế tới từ bộ giáp Exosuits, gọi là "chuyển động Exo". Các chuyển động Exo này được thực hiện từ bộ khung xương Exoskeleton, cho phép người chơi có thể tăng tốc, lao và nhảy trên bầu trời. Trò chơi là trò chơi đầu tiên trong loạt Call of Duty cho phép người chơi chuyển đổi linh hoạt giữa các loại súng; ví dụ: trò chơi có các loại súng phổ thông, nhưng người chơi có thể chọn sử dụng súng laser hoặc súng năng lượng, và cả hai đều có các thuộc tính khác nhau.
Ngoài các chuyển động Exo, người chơi có thể thực hiện các khả năng Exo khác nhau, chẳng hạn như Exo Cloak, cho phép người chơi chuyển sang trạng thái tàng hình trong một khoảng thời gian nhất định.
Dưới bối cảnh chiến tranh tương lai, Call of Duty: Advanced Warfare có những món vũ khí hiện đại, lựu đạn tự dẫn đường,... nhưng điểm đặc biệt nhất có ảnh hưởng lớn đến lối chơi của Advanced Warfare chính là khung xương nhân tạo (exo-skeleton) được trang bị giúp tăng sức mạnh và cung cấp khả năng khác nhau.

## Nội dung
Lấy bối cảnh thế giới tương lai những năm 2054 đến 2060, Call of Duty: Advance Warfare mở màn bằng cuộc tấn công của binh sĩ thủy quân lục chiến Mỹ để giải cứu Hàn Quốc khỏi sự tấn công của Bắc Triều Tiên. Người chơi sẽ nhập vai Binh nhì Jack Mitchell (Troy Baker) đang chuẩn bị cho cuộc đổ bộ với cùng với 2 đồng đội là Hạ sĩ Will Irons (Paul Telfer) và Trung sĩ Cormack (Russell Richardson). Tiểu đội của Mitchell được thả xuống giữa Seoul giữa cơn lửa đạn.
Trong trận chiến, Will Irons hi sinh còn Jack Mitchell thì bị mất cánh tay trái. Trước khi ngất đi, Cormark xuất hiện và đưa Mitchell rời khỏi chiến trường. Sau đó, vì mất đi cánh tay, Mitchell bị buộc giải ngũ, rời khỏi quân đội. Trong buổi tang lễ của Will Irons, Mitchell được mời gia nhập tập đoàn Atlas, tập đoàn quân sự tư nhân lớn nhất thế giới lúc đó đứng đầu bởi Jonathan Irons (Kevin Spacey) - cha của Will và cũng là CEO đúng đầu tập đoàn Atlas. Mitchell sau đó được nhận một cánh tay robot cao cấp để thay thế cho cánh tay bị mất trong trận Seoul đẫm máu trước đó.
Cùng lúc đó, một tổ chức khủng bố có tên gọi KVA do Joseph Chkheidze (Sharif Ibrahim), bí danh "Hades" cầm đầu, đã tiến hành vô số những cuộc tấn công khủng bố, khiến thế giới chỉ còn cách trông cậy vào Atlas để ngăn chặn. Mitchell cùng Đại úy Gideon (Gideon Emery) và binh sĩ của Atlas giải cứu thủ tướng Nigeria và sau đó bắt được một chuyên gia công nghệ của KVA tại Lagos trong một hội nghị công nghệ.
Tuy nhiên, vào năm 2055, các cuộc tấn công của KVA ngày càng trở nên tinh vi hơn, Mitchell cùng quân Atlas cố gắng ngăn chặn âm mưu cho nổ lò phản ứng hạt nhân Vekron Pacific ở Seattle nhưng thất bại. KVA còn tiến hành nhiều cuộc tấn công lên các lò phản ứng hạt nhân gây ra những vụ nổ phá hủy rất nhiều thành phố, giết chết hàng nghìn người, đưa chính phủ và quân đội các nước vào thế bế tắc. Atlas được biết đến nhiều hơn với danh nghĩa lực lượng quân sự tư nhân hàng đầu thế giới, giúp người dân khỏi bị ảnh hưởng bởi các cuộc tấn công, và kìm hãm sự phát triển của KVA.
Bốn năm sau đó, vào năm 2059, Mitchell và Gideon tìm đến một bệnh viện ở Detroit để tìm bắt tiến sĩ Pierre Danois. Sau khi Ilona (Angela Gots) thẩm vấn tay tiến sĩ, họ đã có thể theo dấu Hades đến Santorini tại Hy Lạp, nơi các lãnh đạo KVA đang có một cuộc hội nghị. Mitchell phục kích và dồn Hades vào thế đường cùng. Trước khi chết, Hades nói với đội của Mitchell "Irons đã biết tất cả", và đưa cho anh một con chip dữ liệu trước khi trút hơi thở cuối cùng.
Ilona phân tích chip dữ liệu, và nhờ đoạn video hologram trong con chip, họ phát hiện rằng Jonathans từ lâu đã biết về kế hoạch tấn công của Hades thông qua tay chuyên gia công nghệ mà họ tóm sống ở Nigeria 4 năm trước, nhưng ông ta bắn chết chuyên gia này nhằm giữ bí mật mặc cho Hades thực hiện âm mưu của mình. Jonathan bắt giữ Mitchell, Ilona và Gideon (sau đó anh ta tin rằng đoạn video đó là giả nên để mặc 2 người còn lại) nhưng họ thoát khỏi trụ sở chính tại New Baghdad, được hướng dẫn bởi một người bí ẩn, trong khi Gideon vẫn ngầm theo dõi Jonathan để điều tra thêm.
Vị cứu tinh bí ẩn xuất hiện trước mặt họ, không ai khác là chỉ huy của Mitchell ở Thủy quân lục chiến năm nào, Trung sĩ Cormack, bây giờ là thành viên của lực lượng Đặc nhiệm Sentinel, ban đầu được thành lập để chống lại các vụ tấn công các lò phản ứng của KVA, nhưng bây giờ là điều tra và bí mật ngăn chặn Atlas chi phối toàn thế giới.
Trong năm 2060, Mitchell, hiện đang là một thành viên đội Sentinel, cùng Cormack, Ilona, và Trung úy Knox (Khary Payton) đột nhập vào tư dinh của Jonathan ở Bangkok. Cả đội phát hiện ra Tiến sĩ Pierre Danois (tay chân cũ của Hades, đã thay đổi danh tính) hiện đang hợp tác với Jonathan vào dự án mang tên "Manticore", một loại vũ khí sinh học. Chúng đang đưa một kiện hàng nhiều khả năng là Manticore lên một chiếc máy bay. Đội Sentinel sau đó chặn được máy bay, bắt nó hạ cánh xuống Nam Cực. Nhưng sau đó thì cả đội bị hỏa lực của quân Atlas tiêu diệt gần hết. Cormack, Ilona, Mitchell bị Gideon bắt sống, nhưng ít phút sau anh ta bắn gục đám lính áp giải cứu thoát cả 3.
Cả nhóm liển phản công và cướp được kiện hàng chứa Manticore, họ lấy một ít mẫu của nó. Sau khi phân tích chỗ mẫu Manticore, họ khám phá ra rằng Manticore là một vũ khí được thiết kế để tấn công các các cá nhân chưa đăng kí nhận diện DNA trong cơ sở dữ liệu của Atlas, có nghĩa là Jonathan có thể sử dụng nó tùy ý mà không gây nguy hại cho quân đội của mình. Đội Sentinel, có sự hỗ trợ của Gideon, tấn công vào nhà máy sản xuất Manticore ở Strandra, Bulgaria, phá hủy toàn bộ số Manticore ở trong nhà máy và sao chép các tài liệu quan trọng rồi rút lui.
Âm mưu bị lộ, Jonathan phát biểu tại Đại hội đồng Liên Hợp Quốc rằng mình đã phát triển một loại vũ khí hủy diệt hàng loạt và cho rằng mình có thể giải quyết các vấn đề của nhân loại, lộ rõ ý đồ muốn tập trung toàn bộ quyền lực về tay tập đoàn Atlas do ông ta đứng đầu, điều đó không khác gì một lời tuyên chiến trước toàn thế giới. Một thành viên đội Sentinel khám phá ra rằng Jonathan vẫn còn Manticore dự trữ ở đâu đó và đang có kế hoạch tấn công phủ đầu vào bờ Tây Hoa Kỳ và mục tiêu đầu tiên mà ông ta nhắm đến là Hạm đội 3 Hải quân Hoa Kỳ đang đóng quân ở San Francisco.
Atlas cho phá hủy cầu Cổng Vàng làm toàn bộ Hạm đội 3 bị mắc kẹt ở trong, và cố gắng tiêu diệt hạm đội một cách nhanh nhất. Đặc nhiệm Sentinel sử dụng một khẩu súng điện từ gắn trên tàu sân bay bắn chìm các tàu vận tải chứa Manticore nhằm tiêu diệt họ. Với tối hậu thư mà Jonathan đưa ra trước Đại hội đồng Liên Hợp Quốc và cuộc tấn công thất bại trên đất Mỹ, chính phủ Mỹ tuyên bố chiến tranh chống lại Atlas.
Bảy tháng sau, Đặc nhiệm Sentinel và Không quân, Thủy quân lục chiến Quân đội Hoa Kỳ cùng mở cuộc tấn công vào New Baghdad để ngăn chặn Jonathan và đưa ông ta ra trước công lý. Tuy nhiên, quân Atlas đưa Manticore ngay lúc liên quân đang thắng thế, giết chết Knox và quân đội Mỹ có trong khu vực. Mitchell, Ilona, và Gideon còn sống vì họ vốn là những cựu đặc vụ Atlas, nên họ vẫn có dữ liệu DNA của tập đoàn và không bị Manticore tấn công, Cormack còn sống vì đã ở bên ngoài bán kính vụ nổ, nhưng cả 4 người bị bắt rồi đưa đến nhà tù của Atlas, Tại đây, cả nhóm bị áp giải lên thẳng chỗ của Jonathan. Ông ta bắn bị thương Cormack và đập hỏng cách tay robot của Mitchell rồi bỏ ra ngoài.
Lợi dụng thời cơ, Ilona hạ gục những tên lính đang canh giữ giải thoát cho cả 2. Nhóm 4 người trên đường rút chạy vô tình biết được Jonathan đang âm mưu phóng các quả tên lửa liên lục địa chứa Manticore vào các căn cứ quân sự trên toàn thế giới. Cormack sau đó đã chết do mất máu quá nhiều. Vì nhóm 3 người Mitchell, Ilona và Gideon là những người có khả năng miễn nhiễm với Manticore, nên chỉ có họ mới có thể tấn công vào trụ sở chính của Atlas ở Baghdad và ngăn chặn vụ phóng tên lửa.
Mitchell và Gideon sử dụng bộ giáp AST được trang bị giáp hạng nặng và hỏa lực cực mạnh, đột nhập vào Trung tâm Chỉ huy của Atlas qua đường cống ngầm. phá hủy toàn bộ tên lửa chứa Manticore nơi đây. Họ tìm thấy và đối mặt với Jonathan nhưng ông ta đã khống chế cả hai bằng cách khống chế khung xương trợ lực của bộ giáp nhưng hắn vẫn muốn tha cho Mitchell 1 lần nữa, Mitchell vùng thoát được bộ xương ngoài và đuổi theo Jonathan nhằm chặn ông ta một lần và mãi mãi.
Giữa lúc Đặc nhiệm Sentinel bắn phá Trung tâm Chỉ huy Atlas, Mitchell tóm được Jonathan ngoài ban công làm cả hai lộn mấy vòng rồi rơi khỏi Trụ sở, nhưng ông ta kịp bám vào cánh tay máy của Mitchell, còn Mittchell kịp bám khuỷu tay vào lan can. Anh rút dao cắt đứt cánh tay máy của mình, làm Jonathan rơi từ trên cao xuống thiệt mạng cùng cánh tay đã cùng anh trải qua bao trận chiến.
Khi Gideon kéo anh lên và đưa anh ra khỏi tòa nhà, Mitchell nhấn mạnh rằng cái chết của Jonathan "chưa phải cái kết, mà chỉ mới là sự bắt đầu".

## Tiếp nhận

### Đánh giá chung
Call of Duty: Advanced Warfare nhận được đánh giá trung bình "tích cực", theo trang tổng hợp đánh giá Metacritic.
Josh Harmon từ Electronic Gaming Monthly chấm tựa game 9/10. Anh dành lời khen cho cơ chế chiến đấu hấp dẫn, câu chuyện mạch lạc (mà theo anh mô tả là "một sự thay đổi đáng hoan nghênh cho Call of Duty"), các yếu tố mới lạ, cũng như cơ chế multiplayer có chiều sâu, mà theo anh mô tả là "Phần multiplayer của Call of Duty sâu sắc nhất, thú vị nhất và cần kỹ năng nhất cho đến nay". Anh cũng ca ngợi những yếu tố của tương lai trong game mà theo mô tả là "một luồng sinh khí mới cho cả dòng game". Tuy nhiên, anh chỉ trích việc thiết kế màn chơi có nhiều yếu tố giống với các phần trước, cũng như cốt truyện dễ đoán, chế độ co-op không đặc sắc và các nhiệm vụ liên quan đến xe cộ còn vụng về.
Brian Albert của trang IGN chấm trò chơi 9.1/10. Anh gọi đây là sự bắt đầu lớn nhất và thành công nhất so với những gì được mong đợi trong loạt Call of Duty kể từ khi bộ ba Modern Warfare đem bối cảnh vào thế kỷ 21 vào game. Albert đã khen ngợi phần chơi chiến dịch, nói rằng các màn trình diễn tuyệt vời của Troy Baker và Kevin Spacey trong các vai Mitchell và Jonathan Irons, nhưng chỉ trích sự cản trở của cốt truyện đối với các mối quan hệ của các nhân vật và phần lời thoại. Anh cũng ca ngợi sự sáng tạo của các màn chơi, trong đó một số nhiệm vụ nhất định cho phép tiêu diệt các mục tiêu một cách tự do.Albert đã dành lời khen ngợi cho bộ đồ Exo, mặc dù không được xuất hiện đầy đủ trong suốt phần chơi chiến dịch, nhưng đây là một bổ sung đáng hoan nghênh cho chế độ nhiều người chơi, giúp nó trở nên trực quan và thú vị hơn.
Daniel Tack từ trang Game Informer chấm game 9/10, ca ngợi nhịp độ của game nhanh chưa từng có, khả năng tùy chỉnh vũ khí đa dạng trong phần multiplayer, đồ họa, hình ảnh tuyệt vời, phần chơi đơn được thực hiện tốt và các màn chơi độc đáo, thú vị, nhưng cũng đồng thời chỉ trích cốt truyện dễ đoán và những nâng cấp vũ khí không có nhiều lợi ích. Anh đã tóm tắt trò chơi như là "một bước đột phá đặc biệt trong khi vẫn duy trì được những màn đấu súng kịch tính, khiến series trở nên rất tuyệt vời."
PlayStation Lifestyle đã cho trò chơi điểm 9/10 khi nói rằng "Sledgehammer Games đã mang lại cho người chơi cảm giác tùy biến tuyệt vời, vượt ra ngoài vẻ đẹp của một tượng hiệu và nhường chỗ cho nhiều thứ cần sửa đổi."
Ludwig Kietzmann của Joystiq đánh giá game 4/5. Anh dành lời khen cho các bản đồ trong game, đầy thử thách, chuyển động và tự do; phần chơi chiến dịch mạch lạc và nhịp độ nhanh, cách kể chuyện thông minh, gameplay thú vị và năng động, nhân vật sống động và cách trình bày giống như trong phim, nhưng chỉ trích trò chơi có phần hơi giống với các phần trước khi anh phát biểu rằng "Call of Duty: Advanced Warfare chưa đủ sức mạnh để vượt qua sự mong đợi".
Miguel Concepcion từ trang GameSpot chấm 8/10, dành lời khen cho phần multiplayer đa dạng, hệ thống chiến đấu "tương lai", chế độ Uplink giải trí (một chế độ mới được giới thiệu trong Advanced Warfare), nhưng chỉ trích cốt chuyện không nhất quán, cũng như chế độ co-op "tẻ nhạt".
Trò chơi nhận được đánh giá trung bình từ USgamer, chấm nó 3.5/5 và cho rằng "Advanced Warfare đã thực hiện lại công thức cũ một cách thành thạo, trong khi thêm một số "đồ chơi" mới, súng laser, và nhảy trên không; nhưng Sledgehammer Games có vẻ hơi miễn cưỡng và chưa tận dụng hết tiềm năng của nó, khiến cho Advanced Warfare cuối cùng "không đủ thú vị" trong loạt game." 

### Doanh thu
Theo báo cáo vào tháng 11 năm 2014, doanh số bán lẻ của Advanced Warfare tại Mỹ đã giảm 27% so với Call of Duty: Ghosts ra mắt năm 2013. Bất chấp sự suy giảm về doanh thu, Advanced Warfare vẫn là trò chơi bán chạy hàng đầu tại các hệ thống bán lẻ của Hoa Kỳ trong năm 2014.
Phiên bản trên hệ máy PlayStation 3 đã bán được 79.586 bản trong tuần đầu tiên được bán tại Nhật Bản, khiến nó trở thành trò chơi bán chạy nhất trong tuần ở quốc gia này. Cũng trong tuần đó, phiên bản cho PlayStation 4 đã bán được 64.060 bản và phiên bản cho Xbox One đã bán được 3.370 bản.

## Internet meme

Hình ảnh chụp của tang lễ trong Call of Duty: Advanced Warfare

### "Press F to pay respects"
"Press F to Pay Respects" (Nhấn F để tỏ lòng thành kính) là một Internet meme có nguồn gốc từ Call of Duty: Advanced Warfare. Một khoảnh khắc cụ thể của game được người chơi chỉ ra là khoảnh khắc trong tang lễ của nhân vật Will Irons, nơi người chơi phải nhấn một nút bấm để tiếp cận quan tài; trên phiển bản PC, xuất hiện yêu cầu "Nhấn F để tỏ lòng thành kính."
Điều này đã bị chỉ trích và chế giễu vì vừa độc đoán, vừa không cần thiết, cũng như không phù hợp với không khí của đám tang mà trò chơi muốn truyền tải. Từ đó, cụm từ này dần dần được tách ra, trở thành một meme trên mạng internet (internet meme). Thậm chí đôi khi nó được sử dụng một cách kỳ cục: như giữa buổi tưởng niệm vụ xả súng Jacksonville Landing được phát trực tuyến, nhiều người xem đã nhắn "F" vào khung chat của sự kiện.
Kể từ đó, nó đã được sử dụng bởi nhiều người dùng mạng xã hội để truyền tải sự cảm thông với một ai đó, hoặc chia buồn cho những sự việc không may.